# Mikrá Mantíneia
Mikrá Mantíneia (Mikri Mantineia, Mikra Mantineia) är en ort i Grekland.   Den ligger i prefekturen Messenien och regionen Peloponnesos, i den södra delen av landet, 180 km sydväst om huvudstaden Aten. Mikrá Mantíneia ligger 34 meter över havet och antalet invånare är 670.
Terrängen runt Mikrá Mantíneia är varierad. Havet är nära Mikrá Mantíneia västerut. Runt Mikrá Mantíneia är det glesbefolkat, med 15 invånare per kvadratkilometer. Närmaste större samhälle är Kalamata, 6,9 km nordväst om Mikrá Mantíneia. 